# ZFSGuru
ZFSGuru est un système d'exploitation sous licence libre, basé sur FreeBSD, destiné aux serveurs de stockage en réseau NAS. 
Il supporte plusieurs protocoles en standard: CIFS (Samba), NFS, AFP, iSCSI, rapport S.M.A.R.T. l'authentification d'utilisateurs locaux, et RAID logiciel (dans de nombreuses variantes).
Il utilise une interface web pour sa configuration.
ZFSGuru s'installe sur un disque dur (ou plusieurs), sur une clé USB ou bien en mode LiveCD.
Il est disponible sous forme d'image ISO.
Si on choisit une installation sur disque(s) dur(s), ceux-ci ne sont pas dédiés au système, ils pourront servir à stocker des données dessus.
ZFSGuru est basé sur FreeBSD, en version 10.1 actuellement.
ZFSGuru est publié sous licence BSD.

## Fonctionnalités
- Protocoles : CIFS (via Samba), NFS, SSH, rsync, AFP
- Des greffons (plug-ins) existent pour : VirtualBox,OwnCloud, Xbox Media Stream Protocol
- Synchronisation par rsync (serveur, client et local)
- Target iSCSI pour créer des disques virtuels
- Initiateur iSCSI
- Systèmes de fichiers : ZFS, UFS (ext2/ext3 par l'installation de e2fsprogs)
- Disque dur : P-ATA/S-ATA, SCSI, iSCSI, USB et FireWire
- Partitionnement GPT / EFI pour les disques durs de plus de 2 téraoctets
- Cartes réseau : toutes les cartes ethernet et Wi-Fi prises en charge par FreeBSD 9.2
- Démarrage à partir de disque dur, clé USB, CD-ROM  ou clé USB
- Cartes RAID matériel : toutes celles supportées par FreeBSD 9.2
- Niveaux RAID logiciel: 0, 1, 5, JBOD, 5+0, 5+1, 0+1, 1+0, etc. (en utilisant GEOM et g_raid5), ainsi que RAID-Z et RAID-Z2 (dans le cadre de ZFS)
- Formatage par secteur de 4 Ko, pour les disques durs utilisant l'Advanced Format
- Gestion de groupes et d'utilisateurs (authentification des utilisateurs locaux ou Domaine (Microsoft))
- Support de l'authentification via Active Directory de Microsoft et LDAP
- Support de la surveillance de l'état des disques durs via S.M.A.R.T.
- Système d'accès distant Syslog
- Envoi par mail de log et de notifications
- Support VLAN
- Support de l'agrégation de liens et de l'interface de basculement de lien
- Support des onduleurs (UPS) (alimentation sans coupure)